# Haussaire (famille)
Pour les articles homonymes, voir Haussaire.

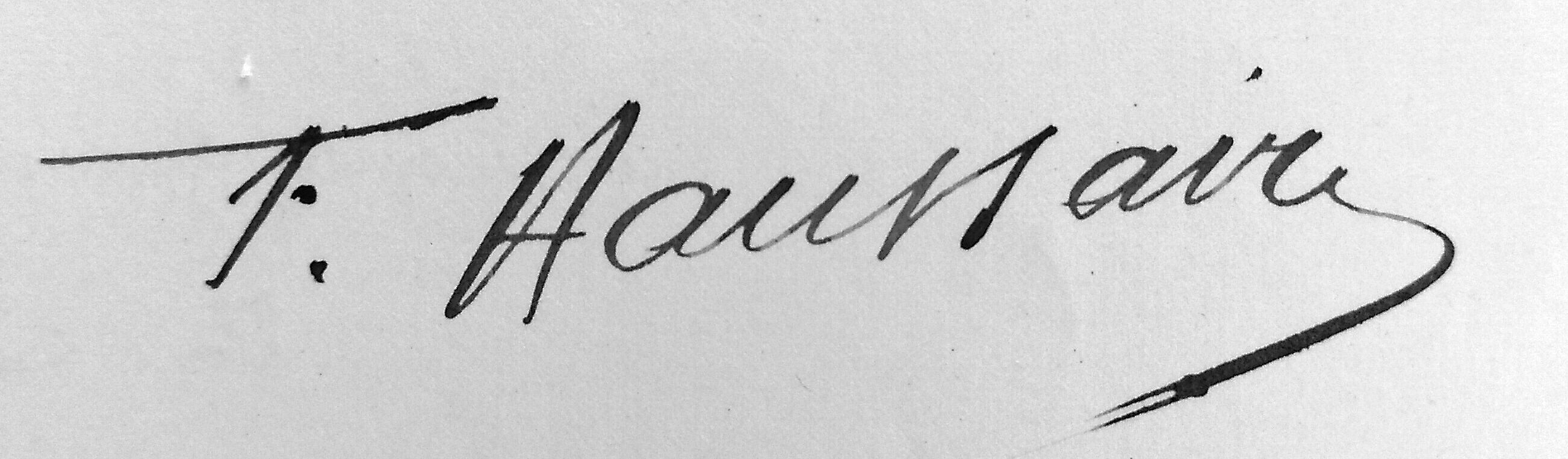
Signature de François Haussaire - Archives nationales.
Signature du peintre, sculpteur et verrier François Haussaire au bas d'un décompte financier pour exécution de travaux de sculpture à la cathédrale

Haussaire est le nom d'une grande famille de sculpteurs, menuisiers et surtout peintres verriers d'origine rémoise. L'entreprise familiale de décors et ornements religieux Haussaire Frères (vitraux, mobilier, sculpture), fondée en 1874 par François et Ernest, devient vite une des plus importantes de France de la fin du XIXe siècle. Elle s'arrêtera en 1905 à la mort d'Ernest.

## Adresses
- en 1874 à Reims, Clément (père) installe ses ateliers au 22-24 rue Lesage.
- en 1892 à Lille, Louis Ernest installe son atelier au 18 rue des Stations à l’angle de la rue du Port. Il réalisera les verrières de la plupart des maisons privées de cette époque et les verrières de nombreux édifices religieux de la région.
- à Paris, François s'installe au 59 ter rue Bonaparte. En 1890 son successeur, Alfred Lardeur[1], peintre-verrier s’installe rue du Cherche-Midi.
- à Oran, on retrouve Marcel, petit-fils de Clément, qui initiera l'artiste Maurice Gensoli dans les années 1910.
- 4 vitraux consacrés à Notre-Dame (Annonciation, Nativité, Assomption, Rosaire) sont signés Haussaire à l'église Saint-Pierre d'Avon (Seine-et-Marne), réalisés en 1896.

## Personnalités
- Alphonse Haussaire (1806-1888)
  - François Haussaire (1851- 1924)
  - Ernest Haussaire (? - ?)[2]. Il a fait construire sa maison à Enghien-les-Bains par l'architecte Charles Marchand[3]. La maison comporte de nombreux vitraux de la main de l'artiste (1906-1910).